# 보교권
보교권 (保敎權,Protectorate of missions)은 유럽의 대항해시대에 로마 가톨릭교회 교황이 스페인과 포르투갈 국왕에게 부여한 로마 가톨릭교회를 보호하는 권한으로 선교사 선발권과 배치권뿐만 아니라 식민지에서의 교회 설립권과 주교 후보자 제청권 및 십일조를 징수할 수 있는 권한을 뜻한다.
‘保敎權’은 ‘護敎權’‘保護權' 등으로도 쓰이는데, 중국에서는 ‘保敎權’이라는 용어를 쓰고 있다.
포르투갈의 保敎權(Portuguese Padroado)은 교황이 직접 부여한 권한으로 프랑스의 保敎權과는 다르다.
프랑스의 보교권은 프랑스가 淸朝와 체결한 황푸조약에서 법률적으로 보장받은 중국에서의 가톨릭교회 보호에 대한 권리를 말한다.
원정식 강원대 역사학과 교수는 《17世紀 地域과 世界의 만남》이라는 논문에서 보교권을 둘러싸고 교황청을 비롯한 유럽 세계 내부에서 국가간 선교회간 증오와 갈등을 빚었다고 평가했다.
또 보교권은 중국에서는 자국의 전통의례를 지키려는 청조와 충돌하였고, 중국 각지에서 반기독교운동인 교안이 벌어지는 원인이 되었으며 교안은 청조를 뿌리째 흔들게 되었다.
청조는 국내의 교안을 해결하기 위해 교황청과 외교관계를 맺으려 하였으나 프랑스의 보교권이 가장 큰 걸림돌이었다.
유럽에서는 의례논쟁이 벌어지고 이는 정치적 문제로 비화하고 교황과 황제의 갈등으로 확대되었다.

## 배경
15세기말 신대륙이 발견되면서 가톨릭교회가 선교사를 파견하고자 했으나 그들에게 보급 물자를 수송하고 그들의 신변을 보호할 함대가 없었으므로 스페인과 포르투갈의 국왕에게 식민지 개척의 독점권을 인정하고, 그 식민지에 대한 선교활동도 병행할 권한과 의무인 보교권을 부여했다.
동아시아로 진출한 서양 각국은 淸朝와 1844년 왕샤조약(望廈條約)을 시작으로 황푸조약(黃布條約 1844), 톈진조약(天津條約 1858), 베이징조약(北京條約 1860), 신축조약(辛丑條約 1901) 등을 체결해 기독교와 관련된 내용들이 삽입되었다.
이 때문에 선교 활동은 불평등조약의 법률적 보호 아래 합법적 행위가 됐고 정치 경제 사회 문화 각 방면에서 淸朝의 전통질서가 와해되었다.
프랑스 역시 조약체결을 통해 중국을 가톨릭화하려는 공격적인 선교로 그들의 종교적 권위를 내세웠다.
당시 중국인에게 가톨릭교회는 사회불안을 조장하여 정치적으로 위험한 성격을 지닌다는 유교적 정통관념이 강하게 존재하고 있었다.
淸朝는 열강,특히 프랑스의 압력과 가톨릭교회의 확산에 반대하는 중국 각지의 교안(敎案) 사이에서 다양한 정책을 취했다.
청조는 기독교를 중국의 전통적 체제 아래 두려고 했으나 이 보교권에 가로막혔고, 청조는 많은 혼란을 겪게 되었다.

## 포르투갈의 보교권
교황 알렉산데르 6세는 1493년에 포르투갈 국왕에게 동아시아의 保敎權을 부여했고,1534년에 교황청은 포르투갈 소속의 인도 고아에 총주교구를 설립해,동아시아의 선교 사무를 관할케 했다. 1553년 포르투갈은 마카오를 조차하고,1576년 1월 23일 교황 그레고리오 13세가 마카오 교구를 설립,中國 日本 베트남 등의 敎務를 관할하도록 했다.
교황이 부여한 포르투갈의 동아시아 保敎權에는 많은 권리가 내포돼 있었다. 유럽에서 아시아로 출발하는 모든 선교사는 반드시 리스본을 거쳐,포르투갈 국왕의 비준을 받아야 하며, 선교사는 교황에게 충성을 맹세하는 것 이외에 국왕의 保敎權을 승인하는 선서를 해야 했다. 또한 교황은 동아시아의 주교를 인선할 때에는 반드시 포르투갈 국왕의 추천을 받아야 했고,동아시아의 선교사무와 각국 정부와의 교섭도 포르투갈 국왕이 사절을 파견해 처리했다.포르투갈 국왕은 이러한 권리를 갖는 동시에 선교사들의 선교경비를 보조하고, 선교사를 파견하는 의무를 져야 했다.16세기말 이후 포르투갈이 국력이 약화되자 1608년에 교황 바오로 5세,1633년에 우르바노 8세는 모든 수도회의 선교사가 동아시아로 갈 때 포르투갈 국왕의 요구대로 리스본에서 승선할 필요가 없다는 성명을 발표했다. 이 성명으로 포르투갈의 보교권은 약화되었다. 결정적으로 1622년 6월 22일 교황 그레고리오 15세가 전 세계의 선교 敎務를 관할하는 布敎省(Congregatiode Propaganda Fide)을 창설해 보교권은 약화되었다. 1658년에는 교황 알렉산데르 7세는 중국과 기타 동아시아 국가를 위해 정식교구가 아닌 포교지에서 교구와 같은 체제를 갖는 代牧區(Vicariate Apostolic)를 설치,직접 布敎省에 속한 주교를 파견하여 선교구를 관리하려 하였고, 1673년 11월 10일에 교황 클레멘스 10세는 포르투갈 통제 아래 있는 고아 대주교의 태국 통킹 코친 차이나에 대한 관할권을 폐지하는 칙서를 반포했다. 이 때문에 포르투갈 정부는 保敎權을 강조하면서 그들이 비준하지 않은 어떠한 代牧區長 혹은 주교에 대해 복종을 거절하도록 하였고,특히 프랑스 선교사에 대해 각종 제한을 가해 교황청과 갈등을 빚었다.
1838년 4월에 교황 그레고리오 16세는 포르투갈이 보호자의 의무를 이행할 수 없다는 이유로 칙서를 반포해 인도와 중국에서의 포르투갈의 保敎權을 취소했다.

## 프랑스의 보교권
동아시아에 대한 保敎權은 포르투갈이 교황으로부터 부여받았다. 반면 프랑스는 포르투갈의 보교권에 도전하며 예수회를 중심으로 단독으로 중국에 선교사를 파견하였다.
1685년 프랑스의 루이 14세는 예수회 선교사 5명을 중국으로 파견하였다. 프랑스 선교사들은 점차 강희제의 신임을 얻었으며, 프랑스 예수회는 중국에서 하나의 독립된 역량을 지니기 시작했다. 프랑스 예수회는 중국관습과 조화하려는 적응주의 선교정책을 취했다. 뒤늦게 중국에 도착한 프란치스코회,도미니코회와 파리외방전교회 등 여러 단체의 선교사들은 예수회를 곱지 못한 시선으로 바라보고 있었다. 이들의 눈에는 예수회가 조상과 공자에 대한 제사를 인정하고 있는 것이나 중국인들이 예부터 믿고 있는 ‘上帝’나 ‘天’을 전능하신 하느님으로 해석하고 있는 것은 너무나 이단적이었기 때문이었다. 그들은 교황에게 예수회 선교사들을 고소했고, 이에 따른 儀禮논쟁이 1634년부터 1742년에 이르기까지 백년에 걸쳐 진행됐다. 이에 교황 클레멘스 11세는 中國儀禮 문제를 심사하게 했다. 교황은 중국 가톨릭교회에 중국의례를 금하였고 중국에 사절단을 파견하였다.
교황이 파견한 투르농(CarloTommascoMaillarddeTournon;多羅)사절단은 中國儀禮를 금지하는 교황의 조서를 가지고 1705년 12월에 康熙帝를 알현했다. 교황 특사를 만난 강희제는 중국의례 문제가 외국에 의해 흔들리는 데 분노했고 이후 천주교 금지정책을 시행했다. 강희제의 禁敎 정책은 이후의 雍正 乾隆 嘉慶 道光에 의해 계승되고 준수됐으며 淸朝의 기본 國策이 됐고 淸朝 황제들은 천주교를 제국의 안전을 위협하는 존재로 인식하였다. 1821년(道光 元年)에는 大淸律例에 禁敎 條項이 추가돼 백성들이 천주교를 믿거나 선교하면 판결 후 즉각 교수형을 집행하거나 유배하여 노예로 삼도록 했다. 또한 內地에서 서양인의 부동산 구입을 금지했고,禁敎를 엄격히 실행하지 않는 지방관은 처벌하도록 규정했다. 1796년에서 1804년까지의 백련교도의 난은 淸朝에게 천주교 등 邪敎에 대한 위기심을 고조시켰다. 천주교는 옹정제의 禁敎 이후 중앙정부의 감시를 피해 대부분 四川 貴州와 같은 중국의 주변지역을 중심으로 선교해 나갔기 때문에 천주교가 白蓮敎와 같은 秘密宗敎로 취급됐고,天主敎徒는 匪徒와 같이 인식됐다. 淸朝의 기독교 금지 조치 이후 기독교 문제가 다시 대두된 시기는 아편전쟁 이후이다. 아편전쟁의 결과 영국은 淸과 난징조약(南京條約)을 맺었고, 프랑스는 1843년에 駐그리스 대사인 라그르네(Lagrene)와 사절단을 파견하여 영국이 南京條約에 의해 획득한 이익과 보장을 요구하였고 이듬해 10월에 황푸조약을 체결했다. 프랑스의 선교사들은 이 조약의 종교보호조항을 통해 중국에서의 保敎權을 법률적으로 보장받았다.

## 淸朝의 반기독교정서와 보교권
淸朝는천주교 교민들을 잠재적 反淸勢力으로 인식했으며,사회질서를 깨트리는 심각한 세력으로 보았다.
건륭제 이래 발생했던 回敎徒 白蓮敎徒 등의 종교적 반란은 反淸의 기치를 지니고 있어 이방 종교에 대해 강한 거부감을 가지고 있었다.
가톨릭교회가 모반의 邪敎라고 의심하게 된 것은 1851년에 발발한 태평천국의 난 때문이었다.
특히 1851-1864년에 홍수전(洪秀全)이 拜上帝會를 도구로 태평천국(太平天國의 기치를 내세웠는데, 거의 淸朝가 전복될 위기에 처했다.
淸朝는 태평천국과 가톨릭교회를 동일시하고 있었다.
청조는 태평천국(太平天國)을 가톨릭교회가 중국을 난으로 빠뜨리는 증거로 보았기 때문에 가톨릭교회에 대해 더욱 엄격한 제한 조치를 취했다.
반면 프랑스는 태평천국의 난을 그들의 종교정책에 호기로 생각했다.
프랑스의 전권대표 부르블롱(AlphonsedeBourboulon;布爾布隆)은 淸朝에게 정치적인 압력을 넣기 위해 실제로 1853년에 프랑스 군함 카시니(Cassini)호를 타고 태평천국(太平天國의 수도 天京을 방문했다.
브르블롱은 이 방문의 목적을 “가톨릭교도에 대한 프랑스의 보호를 확대하는 것”이라고 말했다.
太平軍이 가톨릭교회와 같은 종교에서 출발한 반란세력이라고 믿었던 淸朝는 프랑스의 이같은 행동 때문에 더욱 가톨릭교회에 대한 단속을 강화하려고 했다.
1856년에 廣西省 西林에서 프랑스 선교사 오귀스트 샵들렌느(Auguste Chapdelaine;馬賴)가 그 곳 관리 張鳴鳳에 의해서 처형된 西林敎案이 발생했다.
프랑스는 이를 구실로 영국과 함께 제2차 아편전쟁에 참가하였고 프랑스 保敎權의 확립으로 나아가는 계기가 됐다.
이는 1858년 6월에 淸佛 텐진조약(天津條約)의 체결로 이어졌다.
1858년에 프랑스는 국적에 상관없이 합법적으로 선교사의 여권을 발급해 주는 유일한 국가가 됐고,1860년에는 청불 북경조약을 통해 프랑스가 중국에서 가톨릭교회의 보호자임을 국제법으로 보장받았다.

## 황푸조약과 이금(弛禁)

황푸조약의 중국측 대표 치잉(耆英)의 초상화.

프랑스의 전권대사인 라그르네(Marie Melchior Joseph Théodore de Lagrené)는 청조의 흠차대신 치잉(耆英)과 황푸조약을 체결하여 프랑스의 보교권 설립의 토대를 만들었다.
라그르네의 당초 임무는 영국이 난징조약에 의해 획득한 이익과 보장을 프랑스도 달성하기 위한 것이 가장 큰 목적이었고, 그 외에 극동에서 세력기반을 위해 해군기지 건설을 추진하려는 것이었다.
이 때문에 라그르네는 종교문제를 통상조약안에 삽입하는 것을 원치 않았었다.
그러나 라그르네가 프랑스에서 출발할 때 예수회의 6명의 선교사들과 동행해 마카오에 왔고 조약 체결 전에 중국의 선교사들이 청조를 압박해 가톨릭교회 금지의 폐지를 라그르네에게 요청했기 때문에 라그르네는 이들의 요구를 수용하였다.
라그르네는 자신의 통역관인 칼르리(Callery)에게 비공개로 이 문제를 일임하였다.
옹정제 이후 지속된 중국의 기독교 금교 조치를 해제시키기 위한 물밑접촉이 황푸조약 협상과정 내내 진행되었다.
청조와 라그르네는 먼저 무역협정에 합의하고 이후 금교를 해제시키는 弛禁을 논의하였다.
라그르네는 청조의 협상대상인 치잉이 도광제에게 금교 법률을 폐지시켜 줄 것을 상주해 줄 것을 요청했다.
중국측은 이금을 받아들일 수는 있으나 가톨릭교회 신앙을 빌미로 나쁜 일을 일삼는 자들을 종전대로 처벌한다는 규정이 있어야 함을 강조했다.
협상은 가톨릭교회 신자의 처벌 규정을 둘러싼 이견으로 교착에 빠졌다.
가톨릭교회 금지 정책은 이미 120여년 동안 실행되었고 대청율례등에서도 제한을 두고 있었기 때문에 가톨릭교회 이금을 동의하도록 도광제를 설득하기는 어려웠다.
청조의 대신들은 이금 문제를 매듭짓기 위해 칼르리(Callery)를 찾아갔고 칼르리는 중국측이 이 문제를 얼버무리면 프랑스는 즉시 북경으로 처들어갈 것이라고 위협하였다.
결국 이러한 위협 때문에 치잉은 프랑스와 통상조약을 일찍 마무리 짓기 위해 가톨릭교회 이금에 동의하였다.
단 가톨릭 신자의 처벌문제와 선교사들의 내지 진출을 막는 것은 라그르네가 양보하였다.
1844년 말에 기영은 지방 정부에 중국인의 가톨릭 신앙을 허가한다는 도광제의 이금 상유를 통지했다.
최병욱 교수의 《라그르네(Lagrene)와 耆英의 천주교 인식 연구》논문에 따르면 청조에서 가톨릭 선교를 허락한 도광제의 이금 반포는 결국 프랑스측의 군사적 위협을 모면하기 위한 방편이라고 평가하고 있다. 황푸조약과 도광제의 이금 반포로 프랑스는 중국에서 가톨릭교회 보교권을 획득하였다.

## 보교권과교안
청조의 대신 이홍장은 전임 홍콩총독 헤네시를 만나 날로 심각해지는 중국의 교안에 대해 대화를 나누었다.
이홍장은 각지에서 교안이 끊임없이 발생하는 원인의 하나가 프랑스의 보호 아래 가톨릭교회가 있기 때문이라고 생각하였다.
그는 프랑스가 가톨릭교회를 보호하려는 것은 보호라는 명목상의 이유로 중국을 간섭하려는 책략으로 보았다.
이 때문에 이홍장은 교안을 종식시키기 위해 교황청과 외교관계를 맺어야 한다고 생각했다.
이홍장은 헤네시가 나서서 교황청과 연락을 해주기를 요청하였고 헤네시는 교황청 국무원장 야코비니에게 서신을 보내 이홍장의 의향을 전달했다.
이후 청조와 교황청은 잠지구교당 이전 협의를 계기로 외교관계를 수립하기로 하였다.
이홍장은 교황청과 외교관계를 통해 프랑스의 보교권을 배제하여 국내의 교안을 해결하려 하였다.
그러나 프랑스 정부는 교황청에 만약 프랑스의 보교권을 배제한 채 교황청이 주중공사를 파견하면 프랑스와 교황청이 체결한 조약을 모두 폐기하고 프랑스 정부가 매년 프랑스 교회에 발급하는 보조금과 성직자의 봉급을 정지할 것이라고 협박하였다.
이에 교황청은 교황 사절 파견을 유보하기로 결정했다.

## 스페인과 보교권
프랑스의 중국 내 가톨릭 선교사 보호에 처음 제동을 건 국가는 스페인이었다.
스페인 국왕으로부터 중국의 스페인 가톨릭교회 총책임자로 위임받은 퀘베도는 1868년 스페인 관할 교회에 통보하기를
스페인 정부가 본국 선교사의 보호자이니 스페인 국적의 선교사는 프랑스 여권을 반환하고 중국에서의 스페인 선교 사업을 스페인 영사관서 관할한다고 밝혔다.
이러한 통보에 스페인 국적 선교사들이 반대했고 도 청조도 조약에 없다는 근거로 반대했다.

## 독일과 이탈리아와 보교권
독일과 이탈리아는 1884년 청불전쟁이 일어나자 이 기회를 이용해 본국 선교사의 보호자로 나서고자 하였다.
청조와 교황청과의 외교수립 문제가 논의되자 독일과 이탈리아도 이 기회에 자국의 보교권을 획득하려고 시도하였다.
독일과 이탈리아는 이홍장을 만나 자국 선교사의 보호와 여권 부여 문제를 요구하였다.
이홍장은 그동안 모든 가톨릭 국가의 선교사에게 여권을 발급해 주었던 것은 오해에서 비롯된 것이며 국적에 따라 여권을 발급해 주면 프랑스의 보교권을 축소시키고, 각국의 보교권 문제를 해결할 수 있을 것으로 보았다.

## 같이 보기
- 인류복음화성

## 참고 문헌
- 《프랑스 ‘保敎權’과 淸朝의 基督敎 政策 (A StudyontheFrenchProtectorate over Catholic Missions in China and Chrisian Policy of Qing Dynasty)》 최병욱 강원대 사학과 박사학위 논문 2006년 8월
- 《라그르네(Lagrene)와 耆英의 천주교 인식 연구》 (한국연구재단 연구과제 논문)최병욱
- 《淸朝.敎皇廳의 外交關係 樹立 교섭(1885-1886)과 프랑스 ‘保敎權’ 문제》 최병욱 (동양사학연구,동양사학회)
- 《17世紀 地域과 世界의 만남》 원정식 (역사문화연구, 한국외국어대역사문화연구소)